# Ergilio Hatostadion
Ergilio Hatostadion, ook bekend als SDK (Sentro Deportivo Korsou), is een multifunctioneel sportstadion in Willemstad, Curaçao. Het stadion wordt voornamelijk gebruikt voor voetbalwedstrijden van SV Hubentut Fortuna en het Curaçaos voetbalelftal.

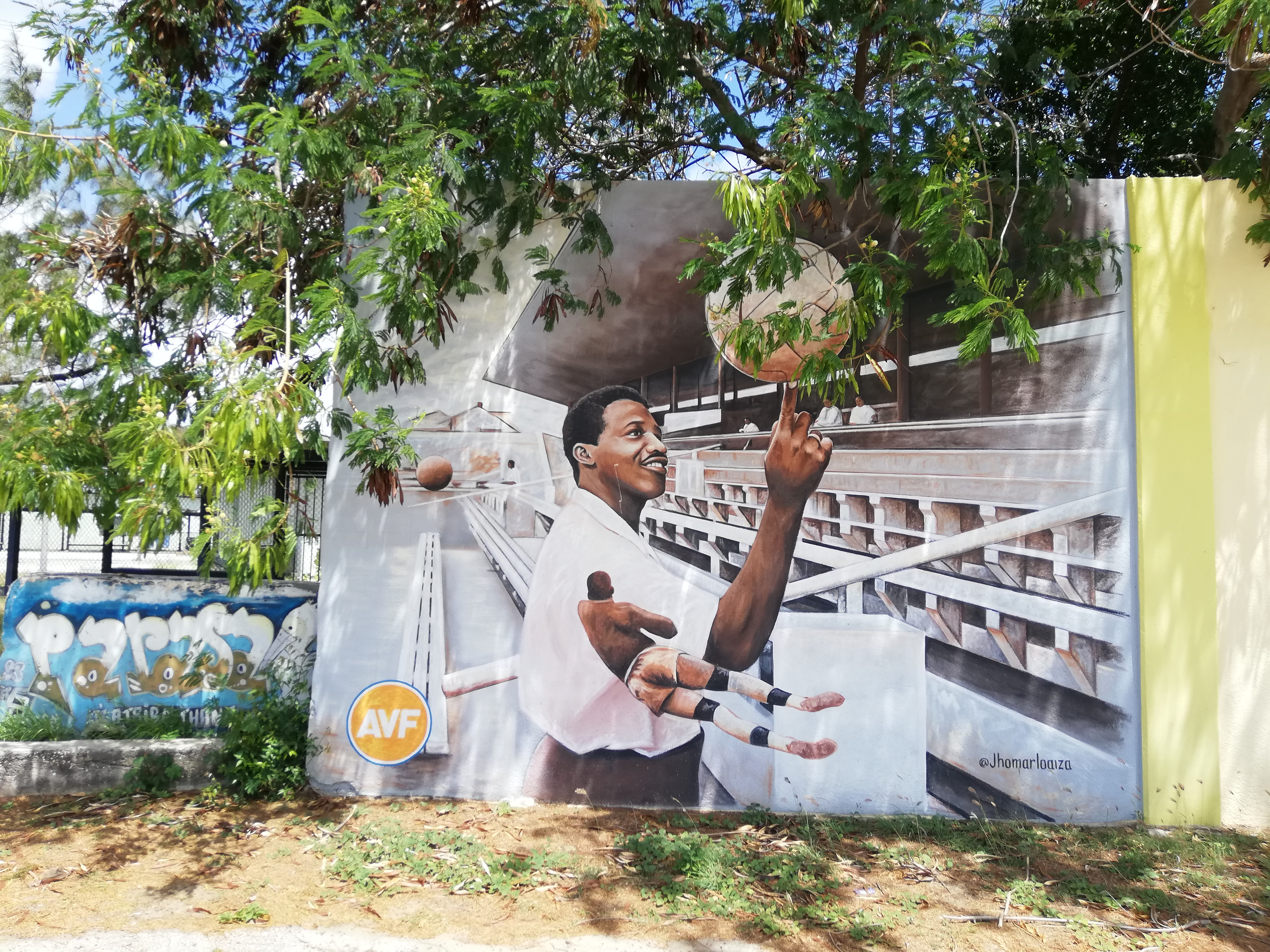
Portret van Ergilio Hato door Jhomar Loaiza op de muur van het stadion

Het stadion is vernoemd naar Ergilio Hato, een oud-voetballer afkomstig uit Curaçao en is met een capaciteit van 15.000 beschikbare plaatsen het grootste stadion van het eiland en van de voormalige Nederlandse Antillen.